# Municipio de Prospect (Ohio)
El municipio de Prospect (en inglés: Prospect Township) es un municipio ubicado en el condado de Marion en el estado estadounidense de Ohio. En el año 2010 tenía una población de 2089 habitantes y una densidad poblacional de 33,08 personas por km².

## Geografía
El municipio de Prospect se encuentra ubicado en las coordenadas 40°28′16″N 83°11′2″O / 40.47111, -83.18389. Según la Oficina del Censo de los Estados Unidos, el municipio tiene una superficie total de 63.15 km², de la cual 62,88 km² corresponden a tierra firme y (0,43 %) 0,27 km² es agua.

## Demografía
Según el censo de 2010, había 2089 personas residiendo en el municipio de Prospect. La densidad de población era de 33,08 hab./km². De los 2089 habitantes, el municipio de Prospect estaba compuesto por el 98,28 % blancos, el 0,29 % eran afroamericanos, el 0,1 % eran amerindios, el 0,14 % eran asiáticos, el 0,19 % eran de otras razas y el 1,01 % eran de una mezcla de razas. Del total de la población el 0,91 % eran hispanos o latinos de cualquier raza.